# Хуан Карлос Сабала
Хуан Карлос Сабала (ісп. Juan Carlos Zabala; 11 жовтня 1911 — 24 січня 1983) — аргентинський легкоатлет, який спеціалізувався в бігу на довгі дистанції та марафонському бігу.

## Із життєпису
Свій перший в кар'єрі марафон пробіг наприкінці жовтня 1931 у Кошицях, у якому відразу здобув перемогу.
Наступного року тріумфував в марафонській дисципліні на Олімпіаді в Лос-Анджелесі, здобувши «золото» з новим олімпійським рекордом (2:31.26).
На Іграх-1936 мав намір захистити звання олімпійського чемпіона, проте зійшов на 33 км дистанції. Крім цього, на Олімпіаді в Берліні фінішував шостим у бігу на 10000 метрів.
У 1931 на континентальній південноамериканській першості виборов три медалі у бігу на 3000, 5000 та 10000 метрів.
Ексрекордсмен світу з бігу на 20000 та 30000 метрів доріжкою стадіону.
Був визнаний найкращим аргентинським легкоатлетом 20 століття.

## Основні міжнародні виступи
| Рік  | Змагання                    | Місто        | Місце | Дисципліна | Примітки         |
| ---- | --------------------------- | ------------ | ----- | ---------- | ---------------- |
| 1931 | Кошицький марафон           | Кошиці       | 1     | марафон    |                  |
| 1931 | Чемпіонат Південної Америки | Буенос-Айрес | 3     | 3000 м     |                  |
| 1931 | 2                           | 5000 м       |       |            |                  |
| 1931 | 1                           | 10000 м      |       |            |                  |
| 1932 | Олімпійські ігри            | Лос-Анджелес | 1     | марафон    | Відео на YouTube |
| 1936 | Олімпійські ігри            | Берлін       | 6     | 10000 м    |                  |
| 1936 | DNF                         | марафон      |       |            |                  |